# Рајан Филипи
Метју Рајан Филипи (енгл. Matthew Ryan Phillippe /ˈfɪlɨpiː/) амерички је глумац, рођен 10. септембра 1974. године у Делаверу, у јавности боље познат као Рајан Филипи. После његове улоге у сапуници Један живот, он је постао популаран касних 90-их година, пошто је глумио у мноштву филмова, укључујући и филм Знам шта сте радили прошлог лета, Окрутне намере, и филм 54. 2000.тих година, он је имао приличан број улога у мноштво филмова, као и ове; филм номинован за Оскара 2001, Госфорд парк, филм који је освојио Оскара 2005, Фатална несрећа, као и ратну драму из 2006 Заставе наших очева. 2007 он је глумио у филму Измена, филму базираном на истинитој причи агента ФБИ-аја Ерика О'Нила, док је 2008 имао главну улогу у ратном филму, сниманом у Ираку, Кимберлија Пирса, Заустављени губитак. 2010, он је такође имао главну улогу у филму фотографа, човека који је освојио Пулицерову награду-Грега Мановича, у његовом филму Клуб Ганг-Банг.
Он се оженио глумицом Рис Видерспун, док је њихов брак трајао од 1999. до 2007. године; и заједно су добили сина и кћерку. Он такође има кћерку са глумицом Алексис Кнап.

## Детињство и младост
Филипи је рођен у градићу Њу Касл, који се налази у Делаверу. Његова мајка, Сузан (девојачко презиме Томас), је водила обданиште у породичној кући, и његов отац, Ричард Филипи, је радио за америчку хемијску компанију ДуПонт. Филипи делом има француско порекло. Поред њега, родитељи су имали и три ћерке. Похађао је црквену баптистичку школу у Њу Каслу, где је тренирао кошарку и фудбал за школски тим, а освојио је и црни појас у Теквондоу; Добровољно је уређивао годишњак у својем одељењу.

### Рана каријера (1992–1999)
Филипијева глумачка каријера је почела појавом у сапуници Еј-Би-Сија званој Један живот. Глумио је Билија Дагласа, од 1992. до 1993. године, што је прва тинејџерска геј улога у сапуницама, уопште. Напустивши шоу, Филипи се преселио у Лос Анђелес, где се појављивао у многобројним малим улогама у разним телевизијским серијама укључујући Матлок, Ду Југ, Те-ве мини серије Тајне језерског успеха, и у филмовима: Гримизна плима из 1995. и Бела дрека из 1996.

## Филмографија
| Улоге Рајана Филипија |                                  |               |                      |          |
| Година                | Српски назив                     | Изворни назив | Улога                | Напомена |
| 1995.                 | Гримизна плима                   |               | Морнар Гратан        |          |
| 1996.                 | Бела дрека                       |               | Жил Мартин           |          |
| 1997.                 | Мали плави дечак                 |               | Џими Вест            |          |
| 1997.                 | Знам шта сте радили прошлог лета |               | Бери Вилијам Кокс    |          |
| 1998.                 | Дискотека 54                     |               | Шејн O'Шеа           |          |
| 1998.                 | Играти са срцем                  |               | Кенан                |          |
| 1999.                 | Окрутне намере                   |               | Себастијан Валмонт   |          |
| 2000.                 | Пут пиштоља                      |               | Паркер               |          |
| 2001.                 | Противверовање                   |               | Мило Хофман          |          |
| 2001.                 | Компанијски човек                |               | Петров               |          |
| 2001.                 | Госфорд парк                     |               | Хенри Дентон         |          |
| 2002.                 | Игби иде доле                    |               | Оливер 'Оли' Слокамб |          |
| 2003.                 | Сам унутра                       |               | Симон Кабле          |          |
| 2005.                 | Фатална несрећа                  |               | Официр Томи Хансон   |          |
| 2006.                 | Заставе наших очева              |               |                      |          |
| 2007.                 | Пробој                           |               |                      |          |
| 2007.                 | Заустављени губитак              |               | Сержант Брандон Кинг |          |
| 2007.                 | Пет прстију                      |               | Мартијн              |          |
| 2007.                 | Хаос                             |               | полицајац Шејн Декер |          |